# Hudżefa II
„Hudżefa” II – domniemany władca starożytnego Egiptu z III dynastii
Błędna forma imienia władcy zapisana w Kanonie Turyńskim. Pochodzenie jej, podobnie jak w przypadku imienia  „Hudżefy” I, wynika ze złej interpretacji słowa hudżefa (egip. zniszczone, nieczytelne) przez starożytnych kopistów (stąd  cudzysłów w nazwie). Lista z Abydos zawiera również błędną formę imienia tego władcy  - Sedżes.
Władca ten lokowany jest, według Kanonu Turyńskiego, między Sechemchetem i Mesochrisem. Obecnie najczęściej jest utożsamiany z Chabą, chociaż niektóre klasyfikacje uznają go za samodzielnego władcę o nieznanym imieniu (Schneider).